# リセット・ゲーム
『リセット・ゲーム』は、吉開寛二（本作では吉開かんじ名義）による、日本の漫画作品。漫画アプリ「GANMA!」にて2014年（平成26年）7月13日から隔週日曜日で連載を開始し、同年から2019年8月4日まで第1章、2019年11月10日から第2章が連載されている。全254話16巻。単行本は徳間書店より既刊3巻が刊行されている。

## ストーリー

### 第1章
主人公の高間聖一は、目が覚めると出入り口も窓も何も無い白い空間にいた。そこには幼馴染の沖奈那子もいた。何も状況が分からない2人。そこに、天井からアフロの男が降ってくる。聖一たちは数々の謎を解明しこの謎の建物から脱出しようと決意する。聖一らは脱出の課程で自分たちが人工知能で管理された更生施設に収容されていたことと自分たちの過去を知る。

## 登場人物

### 第1章で初登場する人物
高間 聖一（たかま せいいち）
主人公。メンバーからは聖一と呼ばれるが、奈那子のみ聖ちゃんと呼んでいる。ストレスによって一部が白く変色した髪が特徴。母子家庭で暮らしていた。子どもの頃から物体を空間で捉える癖があり、黄金比を理解していた天才。意識しなくとも細部まで覚えられる記憶能力など、本人も気づいていない「類まれなる才能」があるとされており、タワーにはウイルスと認識されている。
［宝物］ランドセル
沖 奈那子（おき ななこ）
聖一の幼馴染。タワー開発者、沖博士の娘で、タワーに入れられた時点でほとんどを知っていた。
アフロ
本名は不明だがその髪型の特徴からアフロと呼ばれる。喧嘩っ早く荒くたいが、情に厚く見捨てられない。物語終盤で本名を聞かれたが、「お前らにはアフロと呼ばれたい」という理由でアフロ呼びを継続することになった。ただ、それを呼ぶのを許すのは聖一達だけ、としている。幼い頃、親から胸に大きなヤケドが残るほどの傷を負わされた挙句捨てられ、施設で育った。
証（あきら）［メガネ］
眼鏡を掛けているためメガネと呼ばれる。黒髪のおかっぱ頭にメガネが特徴。麻酔や催眠が利かない体質で、眠らされた際に手術台に寝かされていたことや、「記憶を消しておけ」という言葉を覚えていた。父親に「父さんだけを信じろ」と教え込まれ、現在の性格が形成された。また、丁寧語で話す喋り方は父親に「許可するまで丁寧語で話せ」という命令に従ったため。
［宝物］天体望遠鏡（ガリレオ）
立花 美香子（たちばな みかこ）
ポニーテールが特徴の少女。アフロからはその髪型の特徴からポニーと呼ばれる。空手の元黒帯で師範に怪我を合わせたことで黒帯を剥奪、空手から永久追放された。母親からは父親は死んだと聞かされていたが叔母から父親は生きていて、母親を捨て空手の師範をしていると聞き入門したが、8年間娘だと気づかれず「親が親なら子も子だな」と馬鹿にされ師範を殴り飛ばした。第2章のロンゲとは聖一たちと出会う前の仲間で、ロンゲからはミカと呼ばれている。
［宝物］空手の道着
川辺 努（かわべつとむ）
川辺パン2代目社長の息子。わがままで卑怯者。小太りで冴えないルックスのお坊ちゃん。「ワッベワベワベ川辺パン」という歌で有名なテレビCMに出た事があり、役者を目指してアクターズスクールに通っていた。
キーパー
頭に立方体の仮面を装着する半裸の男。建物を操ることができるとみられる。
ライスマン
米の形をしたマスクを装着している男たちの総称。全員スーツを着用しており、何らかの組織に属している。マスクにはナビゲートなどの機能が備わっている。
マモルこと田渕豊（たぶちゆたか）
ライスマンのひとり。沖博士の監視役だった。マモルという名前は沖博士がつけたもので、本名は田渕豊（たぶちゆたか）。
沖博士（おき はかせ）
本名は沖直人。奈那子の父。何か秘密を知っている模様。
サングラスの男
ライスマンらが所属している組織の責任者と思われる人物。盲目。
さゆり
”サングラスの男”の娘。いじめられた過去を持ち、他人をあまり信じられない。

### 第2章で初登場する人物
水樹 ひな（みずき ひな）
20歳、女性。お婆ちゃんっ子で人生の様々なことをお婆ちゃんから教えられる。
糸井 哲也（いとい てつや）
29歳、男性、フケ顔。ほかの登場人物が他人への警戒心をあらわにする中、彼だけは比較的人当たりのよい人物として描かれている。しかし過去には反社会的な組織で非情な借金取りのような仕事をしていたようだ。
ロンゲ（または長髪）
男性。制服姿であることから未成年だと思われる。本名が明かされておらず、第2章のメンバーから呼ばれているシーンもほとんどないため、読者からはロンゲまたは長髪などと呼ばれている。初登場シーンではフケ顔とひなが大人だったため組織の人間だと決めつけて殴りかかろうとするなど、かなり血の気の多い人物として描かれている。過去に立花美香子（ミカ）とタワー内で出会ったことがある。たった数時間の交流だったが人生を変えるには十分な出会いだったという。
まこと
帽子に伊達メガネの男性。ロンゲよりは年上。おそらく成人している。底抜けにポジティブな性格の人物として登場する。過去になんらかの病気でサナトリウムで生活していた事がある。
しおり
まことと行動を共にする女性だが…？しおりという名前は後にまことがつけたもので、登場時には名前はあかされていない。
川辺パン捜索隊
川辺努の父親で、川辺パンの2代目社長が雇いタワーに送り込む。リーダー格の男性、ゴムボートを操船する男性と、その内縁の妻の3人で構成される。
ガウル
第2章のキーパーとして登場した小型のロボット。ひなたちに試練を与えていたが、ひながリセットボタンを押した事でひなの命令を聞くようになる。
坂上博士（さかがみはかせ）
沖博士と同じくタワーの開発に携わる。

## 用語
タワー
聖一らがいる場所で物語の舞台。白い正方形の立方体がいくつも折り重なってできている。タワーには人工知能が搭載されていて、命令・自己判断で立方体を操る。その正体は、奈那子の父親・沖博士が開発し、さゆりの父親が利用した「更生施設」。
マザー

## 映像化
2018年（平成30年）12月12日に“GANMA! 5周年記念プロジェクト”として新田真剣佑主演による1分33秒の映画予告映像風の特別実写映像（監督 堤幸彦）が制作され、動画配信サイトYouTubeに配信された。

## 書誌情報
- 吉開かんじ 『リセット・ゲーム』徳間書店〈アニメージュコミックスGANMA!〉、既刊3巻（2016年8月23日現在）
  1. 2016年3月23日発売、ISBN 978-4-19-770168-1
  2. 2016年4月23日発売、ISBN 978-4-19-770170-4
  3. 2016年8月23日発売、ISBN 978-4-19-770171-1